# Fumbling Towards Ecstasy
Albums de Sarah McLachlan
Solace
(1991) The Freedom Sessions
(1994)
Fumbling Towards Ecstasy est un album de Sarah McLachlan sorti le 22 octobre 1993. Il est produit et arrangé par Pierre Marchand et édité par Arista Records - Nettwerk.

## Liste des chansons
- Possession
- Wait
- Plenty
- Good Enough
- Mary
- Elsewhere
- Circle
- Ice
- Hold On
- Ice Cream
- Fear
- Fumbling Towards Ecstasy (+ la chanson cachée Possession au piano)
- Blue (Joni Mitchell)

## Musiciens
- Sarah McLachlan – chant, guitares acoustique et électrique, piano
- Bill Dillon – guitares acoustique et électrique, guitorgan, basse, piano
- Brian Minato – basse
- Pierre Marchand – basse, piano, claviers, orgue, boîte à rythme, drum machine Roland 808, shaker, percussions diverses
- Jane Scarpantoni – violoncelle
- David Kershaw – Orgue Hammond
- Michel Dubeau – saxophone
- Ashwin Sood – batterie, percussions
- Jerry Marotta – batterie, percussions
- Guy Nadon – batterie
- Lou Shefano – batterie
- Kharen Hill – photographie